# فتقة
فتقة هي قرية لبنانية من قرى قضاء كسروان في محافظة جبل لبنان.